# Alfred Zengerlin
Alfred Zengerlin né le 27 octobre 1886 à Vesoul et mort le 7 janvier 1957 à Vesoul, est un syndicaliste et militant socialiste français.

## Biographie
Après avoir exercé la profession de mécanicien, Zengerlin est élu secrétaire général départemental du syndicat confédéré des cheminots.
Il s'est également engagé en politique au niveau local en devenant conseiller municipal.